# آناماریا سولاتسی
آناماریا سولاتسی (ایتالیایی: Annamaria Solazzi؛ زادهٔ ۱۰ دسامبر ۱۹۶۵) بازیکن زن والیبال ساحلی اهل ایتالیا بود.
وی در مسابقات کشوری و بین‌المللی در مجموع برندهٔ ۳ مدال طلا، ۲ مدال برنز شده‌است.